# Garamkirályfalva
Garamkirályfalva (szlovákul: Kráľová) Besztercebánya városrésze, egykor önálló község Szlovákiában, a Besztercebányai kerületben.

## Fekvése
A városközponttól kb. 3 km-re délre, a Garam jobb oldalán fekszik. A területén húzódik keresztül az R1-es autóút, valamint a 2415-ös út. Keleti szélén a Zólyom-Ruttka vasútvonal található, melynek állomása is található itt, amely a Radvánnyal való egyesülést követően felvette annak a településnek nevét. 

## Története
1264-ben említik először mint „Villa reginalis Querali”. Egykor királyi szolgálatban álló szolganépek, erdőőrök, halászok települése volt. A zólyomi váruradalomhoz tartozott. 1710-ben említik Gerhard György kuruc szenátor itteni kastélyát, melynek négyszögletű udvarát fal keríti. 1790 és 1848 között acélüzem működött területén.
A 18. század végén Vályi András így ír róla: „KIRÁLYFALVA. Tót falu Zólyom Várm. földes Ura G. Eszterházy, és több Uraságok, lakosai katolikusok, fekszik Radványhoz közel, és annak filiája, határja termékeny, fája tűzre, és épűletre van elég.”
1828-ban 17 háza és 81 lakosa volt. Lakói mezőgazdasággal foglalkoztak és besztercebányai üzemekben dolgoztak.
Fényes Elek 1851-ben kiadott geográfiai szótárában így ír a településről: „Királyfalva, tót falu, Zólyom vmegyében, rónán, a Garan mellett, Radván tőszomszédságában, ut. post. Beszterczebánya. Földe televényes termékeny, minden gabonanemet megterem, még a kukoriczát is. Van 5 3/4 urbéri telke, és terjedelmes földesuri majorsága. Lakja 158 kath., 214 ev. Nevezetes épülete a toborzók laktanyája és Tihanyi kastélya, mind a kettő a 16-ik század elejéről. Van itt 7 puskaporgyár, mellyekben 24 ember foglalatoskodik, s évenkint 200-250 mázsa lőport készit, melly a bányákban alkalmaztatik. Birják a kir. kincstár, Tihanyi és Radvánszky család.”
1910-ben 631, túlnyomórészt szlovák lakosa volt. 1920 előtt Zólyom vármegye Besztercebányai járásához tartozott.
Az első világháború után bőrgyár, téglagyár, pálinkafőzde üzemelt itt a Hegedűs család birtokán. A szovjet megszálllást követően építőipari objektumok, péküzem létesült a területén. 1960-tól autójavító üzem kezdte meg működését. Garamkirályfalva 1964-ben egyesült Radvánnyal Radvaň-Kráľová (Radvány-Királyfalva) néven, majd 1966-tól Besztercebánya része lett. Jelenleg kb. 5000 lakosa van.

## Külső hivatkozások
- Garamkirályfalva a térképen

## Lásd még
- Besztercebánya
- Foncsorda
- Garamsálfalva
- Keremcse
- Kisélesd
- Majorfalva
- Olmányfalva
- Pallós
- Radvány
- Rakolc
- Rudló
- Szakbény
- Szentjakabfalva
- Szénás
- Zólyomszászfalu